# 1199年
| 千纪： | 2千纪 |
| 世纪： | 11世纪 \| 12世纪 \| 13世纪 |
| 年代： | 1160年代 \| 1170年代 \| 1180年代 \| 1190年代 \| 1200年代 \| 1210年代 \| 1220年代                                                   |
| 年份： | 1194年 \| 1195年 \| 1196年 \| 1197年 \| 1198年 \| 1199年 \| 1200年 \| 1201年 \| 1202年 \| 1203年 \| 1204年                         |
| 纪年： | 己未年（羊年）；西夏天慶六年；金承安四年；西辽天喜二十二年；南宋慶元五年；大理定安五年；越南天資嘉瑞十三年；日本建久十年，正治元年 |

## 大事记
- 英格蘭王國
  - 4月6日——理查一世圍攻法國沙露堡（英语：Château de Châlus-Chabrol）的過程中箭身亡，由弟弟無地王約翰繼位，但一部分貴族與法國國王腓力二世支持阿爾蒂爾繼位。
- 日本
  - 源賴家繼任鎌倉幕府第二代將軍。

## 逝世
- 2月9日－日本鎌倉幕府第一代將軍源賴朝
- 4月6日——理查一世，又稱獅心理查，英國國王。（1157年出生，42岁）